# Abu Samah Borhan
Abu Samah Borhan (Jawi ابو سامه برحان; * 27. Februar 1985 in Kuala Lumpur oder Tanjung Malim, Malaysia) ist ein malaysischer Rollstuhltennisspieler.

## Karriere
Abu Samah Borhan begann 2007 mit dem Rollstuhltennis, nachdem er durch einen Motorradunfall im Jahr zuvor querschnittgelähmt wurde; inspiriert wurde er durch seine Ehefrau, die ebenfalls Rollstuhltennisspielerin ist. Er spielt seit 2009 auf der ITF-Tour und konnte mehrere Turniere niedrigerer Kategorie im Einzel oder Doppel gewinnen, sein bevorzugter Belag ist Hartplatz.
Seit 2011 tritt Borhan regelmäßig beim World Team Cup für Malaysia an. Bei den ASEAN Para Games 2017 in Kuala Lumpur konnte er Gold im Einzel und Silber im Doppel gewinnen. Zusammen mit Mohamad Yusshazwan Yusoff holte er Silber bei den Para-Asienspielen 2022 in Hangzhou und Gold bei den ASEAN Para Games 2022 in Surakarta.
Abu Samah Borhan konnte sich dreimal für Paralympische Spiele qualifizieren. Bei seiner ersten Teilnahme 2016 in Rio unterlag er in der ersten Runde dem späteren Silbermedaillengewinner Alfie Hewett klar in zwei Sätzen. 2021 in Tokio konnte er gegen Jose Pablo Gil aus Costa Rica einen Satzrückstand aufholen und in die zweite Runde einziehen. Dort traf er auf den Niederländer Tom Egberink, der sich klar durchsetzte und in diesem Jahr die Silbermedaille gewann. Bei den Spielen 2024 in Paris unterlag Borhan in seinem Auftaktmatch dem Franzosen Gaëtan Menguy; auch im Doppel – an der Seite von Mohamad Yusshazwan Yusoff – konnte er kein Spiel gewinnen. Die Spanier Daniel Caverzaschi und Martín de la Puente zogen ungefährdet in die nächste Runde ein und holten später Bronze.